# Aeroportul Internațional Francisco Sarabia
Aeroportul Internațional Francisco Sarabia (în spaniolă Aeropuerto Internacional De Torreón Francisco Sarabia) (IATA: TRC, ICAO: MMTC) este un aeroport din Coahuila, Mexic ce deservește zona Torreón⁠(d). Aeroportul a fost tranzitat în 2023 de 776.462 de pasageri.
Situat la o altitudine de 1.124 m, aeroportul dispune de 2 piste. Este operat de Grupo Aeroportuario Centro Norte⁠(d).

## Infrastructură

### Piste
Aeroportul dispune de 2 piste. Pista 08/26 are suprafața de asfalt și dimensiunile 1.718 m × 30 m. Pista 13/31 are suprafața de asfalt și dimensiunile 2.750 m × 45 m. 